# Jüdisches Lexikon
Jüdisches Lexikon è un'enciclopedia in lingua tedesca sulla storia del giudaismo. L'opera è composta da quattro volumi, di cui l'ultimo è ulteriormente suddiviso in due parti.

## Storia
La prima edizione fu pubblicata a Berlino dalla casa editrice Jüdischer Verlag fra il 1927 e il 1930, a cura dello storico e archivista tedesco Georg Herlitz (1885-1968) e dell'ebraista Bruno Kirschner (1884-1968). Quest'ultimo collaborò alla collana editoriale fino al 1928, contribuendo solamente al primo volume.
Le voci furono redatte con la partecipazione di oltre 300 personalità di origine ebraica, fra scrittori e studiosi, tra i quali erano: Ismar Elbogen, Joseph Meisl, Aron Sandler, Max Soloweitschik, Felix A. Theilhaber, Robert Weltsch e Max Wiener.
In larga parte del XX secolo, il Lexicon rimase una delle più complete opere tedesche di storia ebraica, apprezzata soprattutto come compendio rispetto ai dieci volumi dell'Encyclopaedia Judaica, pubblicati dal 1928 al 1934 (fino alla voce Lyra).
I testi del Lexicon sono stati completamente digitalizzati e resi disponibili online.

## Storia editoriale
- 1927: volume I (A-C);
- 1928: volume II (D-H);
- 1928: volume III (Ib-Ma);
- 1930: volume IV, parte 1 (Me-R);
- 1930: volume IV, parte 2 (S-Z).